# 基泰霍羅德 (卡緬涅茨-波多利斯基區)
48°38′44″N 26°47′51″E / 48.64556°N 26.79750°E

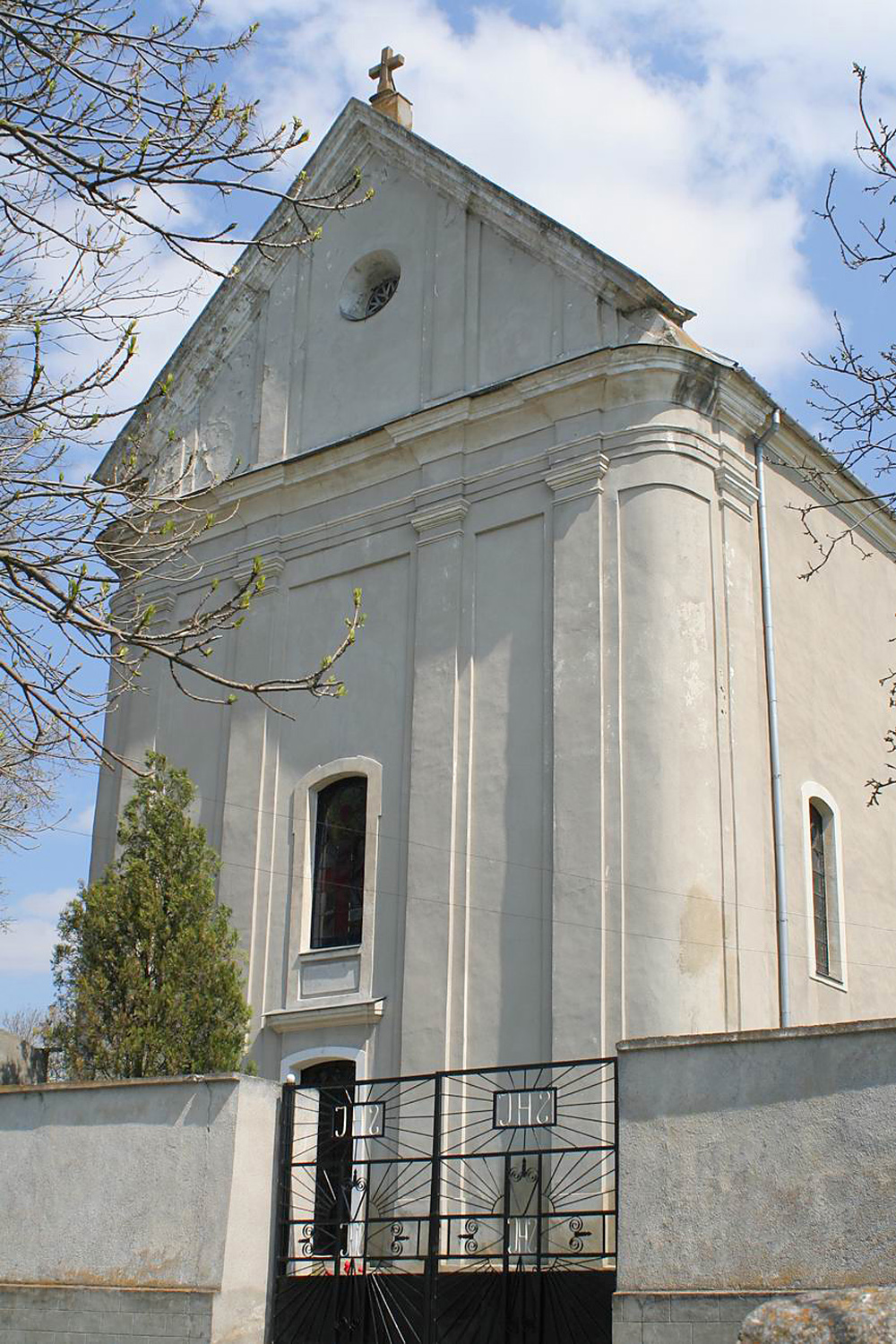
教堂

基泰霍羅德（羅馬化：Kytaihorod）是位於烏克蘭西部的村莊，由赫梅利尼茨基州卡緬涅茨-波多利斯基區的基泰霍羅德市鎮負責管轄，處於捷爾納瓦河畔，始建於1507年，面積1.34平方公里，2001年人口480。